# كازويوشي إيشيكاوا
كازويوشي إيشيكاوا (باليابانية: 石川和義؛ بالكانا: いしかわ かずよし) هو منافس ألعاب قوى ياباني، ولد في 6 نوفمبر 1982.

## وصلات خارجية
- كازويوشي إيشيكاوا على موقع الاتحاد الدولي لألعاب القوى (الإنجليزية)